# Nichols Rock
Der Nichols Rock ist ein isolierter Felsvorsprung im westantarktischen Marie-Byrd-Land. Er ragt auf der Westseite des Kinsey Ridge auf, der seinerseits inmitten des Strauss-Gletschers liegt.
Der United States Geological Survey kartierte ihn anhand eigener Vermessungen und Luftaufnahmen der United States Navy aus den Jahren von 1959 bis 1965. Das Advisory Committee on Antarctic Names benannte ihn 1974 nach Clayton Worthington Nichols Jr., Geophysiker auf der Byrd-Station von 1969 bis 1970.